# Tomás Pérez Turrent
Tomás Pérez Turrent (né le 15 janvier 1935 à San Andrés Tuxtla - mort le 12 décembre 2006 à Mexico) est un scénariste, acteur et réalisateur mexicain.

## Filmographie

### comme scénariste
- 1976 : Las Poquianchis
- 1976 : Mina, viento de libertad
- 1976 : Canoa
- 1977 : Lecumberri
- 1978 : El Complot mongol
- 1979 : Jubileo
- 1981 : Pueblo de Boquilla
- 1982 : Alsino y el cóndor
- 1985 : Vidas errantes
- 1986 : Ulama
- 1986 : Las Inocentes
- 1990 : Sandino
- 1991 : Vieja modernidad (1920-1924)
- 1991 : Los Sueños perdidos (1905-1909)
- 1993 : Kino
- 1995 : Un Pedazo de noche
- 2002 : Paso del norte

### comme acteur
- 1969 : Familiaridades
- 1973 : Reed, México insurgente
- 1974 : Apuntes
- 1976 : El Perro y la calentura
- 1976 : El Apando : preso
- 1978 : Tres historias de amor
- 1992 : Nocturno a Rosario

### comme réalisateur
- 1967 : Geologia

## Distinction
- 1998 : médaille Salvador-Toscano